# Список глав государств в 39 году до н. э.
| 40 до н. э. ← Список глав государств по годам → 38 до н. э. |

## Азия
- Анурадхапура — Кутаканна Тисса, царь (42 до н. э. — 20 до н. э.)
- Армения Великая — Артавазд II, царь (55 до н. э. — 34 до н. э.)
- Армения Малая — Кастор, царь (41 до н. э. — 36 до н. э.)
- Атропатена — Артавазд I, царь (56 до н. э. — 30 до н. э.)
- Иберия — Фарнаваз II, царь  (63 до н. э. — 30 до н. э.)
- Индо-греческое царство — Зоил II, царь  (55 до н. э. — 35 до н. э.)
- Индо-скифское царство:
  - Азес I, царь (57 до н. э. — 35 до н. э.)
  - Азилис, царь (57 до н. э. — 35 до н. э.)
- Иудея — Антигон II, царь  (40 до н. э. — 37 до н. э.)
- Каппадокия — Ариарат X, царь (42 до н. э. — 36 до н. э.)
- Китай (Династия Хань) — Юань-ди (Лю Ши), император  (49 до н. э. — 33 до н. э.)
- Коммагена — Антиох II,  царь (40 до н. э. — 38 до н. э.)
- Корея:
  - Махан — Вон, вождь (58 до н. э. — 33 до н. э.)
  - Силла — Хёккосе, исагым (57 до н. э. — 4)
  - Тонбуё — Кымва, ван (48 до н. э. — 7 до н. э.)
- Магадха (династия Кадва) — Сусарман, царь (ок. 40 до н. э. — ок. 26 до н. э.)
- Набатейское царство — Малику I, царь (60 до н. э./59 до н. э. — 30 до н. э.)
- Осроена — Ману II, царь (52 до н. э. — 34 до н. э.)
- Парфия — Ород II, царь (57 до н. э. — 37 до н. э.)
- Понтийское царство:
  - оккупирован Римской республикой (47 до н. э. — 39 до н. э.)
  - Дарий, царь (39 до н. э. — 38 до н. э.)
- Сатавахана — Мегхасвати, махараджа (48 до н. э. — 30 до н. э.)
- Харакена — Аттамбел I,  царь (ок. 47 до н. э./46 до н. э. — ок. 25 до н. э./24 до н. э.)
- Хунну — Хуханье, шаньюй (58 до н. э. — 31 до н. э.)
- Элимаида — Камнаскир VI,  царь (ок. 46 до н. э. — ок. 28 до н. э.)
- Япония — Судзин, тэнно (император) (97 до н. э. — 29 до н. э.)

## Африка
- Египет:
  - Клеопатра VII Филопатор, царица (51 до н. э. — 30 до н. э.)
  - Птолемей XV Цезарион, фараон (44 до н. э. — 30 до н. э.)
- Мавретания:
  - Бокх II, царь (49 до н. э. — 33 до н. э.)
  - Богуд, царь (49 до н. э. — 38 до н. э.)
- Мероитское царство (Куш) — Аманирена, царица (ок. 40 до н. э. — ок. 10 до н. э.)

## Европа
- Атребаты — Коммий, вождь (ок. 50 до н. э. — 20 до н. э.)
- Боспорское царство:
  - Динамия, царица (47 до н. э. — ок. 12 до н. э.)
  - Асандр, царь (47 до н. э. — 17 до н. э.)
- Дакия — Котисо (Косон), вождь (ок. 40 до н. э. — ок. 9 до н. э.)
- Ирландия — междуцарствие (40 до н. э. — 33 до н. э.)[1]
- Одрисское царство (Фракия):
  - Садала III, царь астов (42 до н. э. — 31 до н. э.)
  - Котис II, царь сапеев (42 до н. э. — 15 до н. э.)
- Римская республика (Второй триумвират):
  - Октавиан Август, триумвир (43 до н. э. — 33 до н. э.)
  - Марк Антоний, триумвир (43 до н. э. — 33 до н. э.)
  - Марк Эмилий Лепид, триумвир (43 до н. э. — 36 до н. э.)
  - Луций Марций Цензорин, консул (39 до н. э.)
  - Гай Кальвизий Сабин, консул (39 до н. э.)

## Галерея

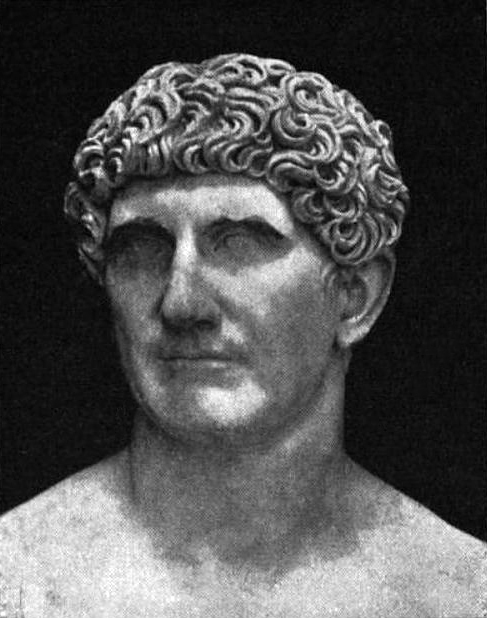
Марк Антоний 43-33 до н.э. Триумвир Римской республики
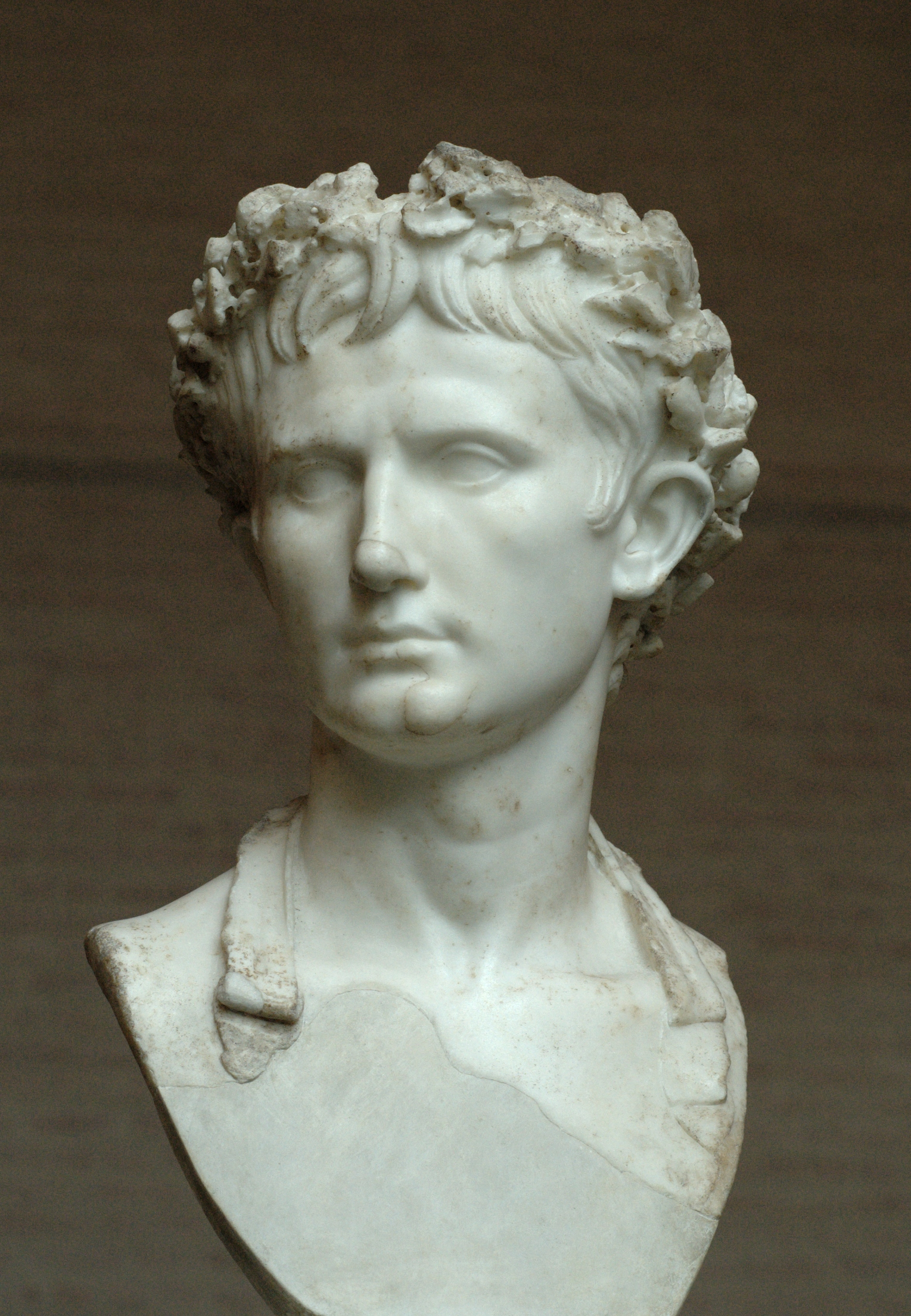
Октавиан Август 43-33 до н.э. Триумвир Римской республики
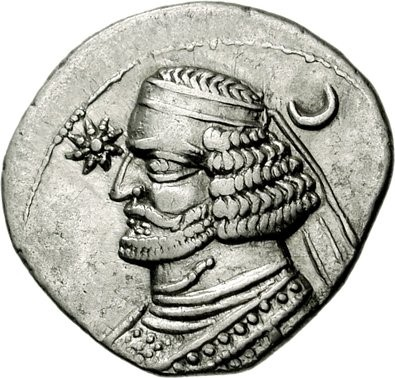
Ород II 57 до н.э.— 37 до н.э. Царь Парфии
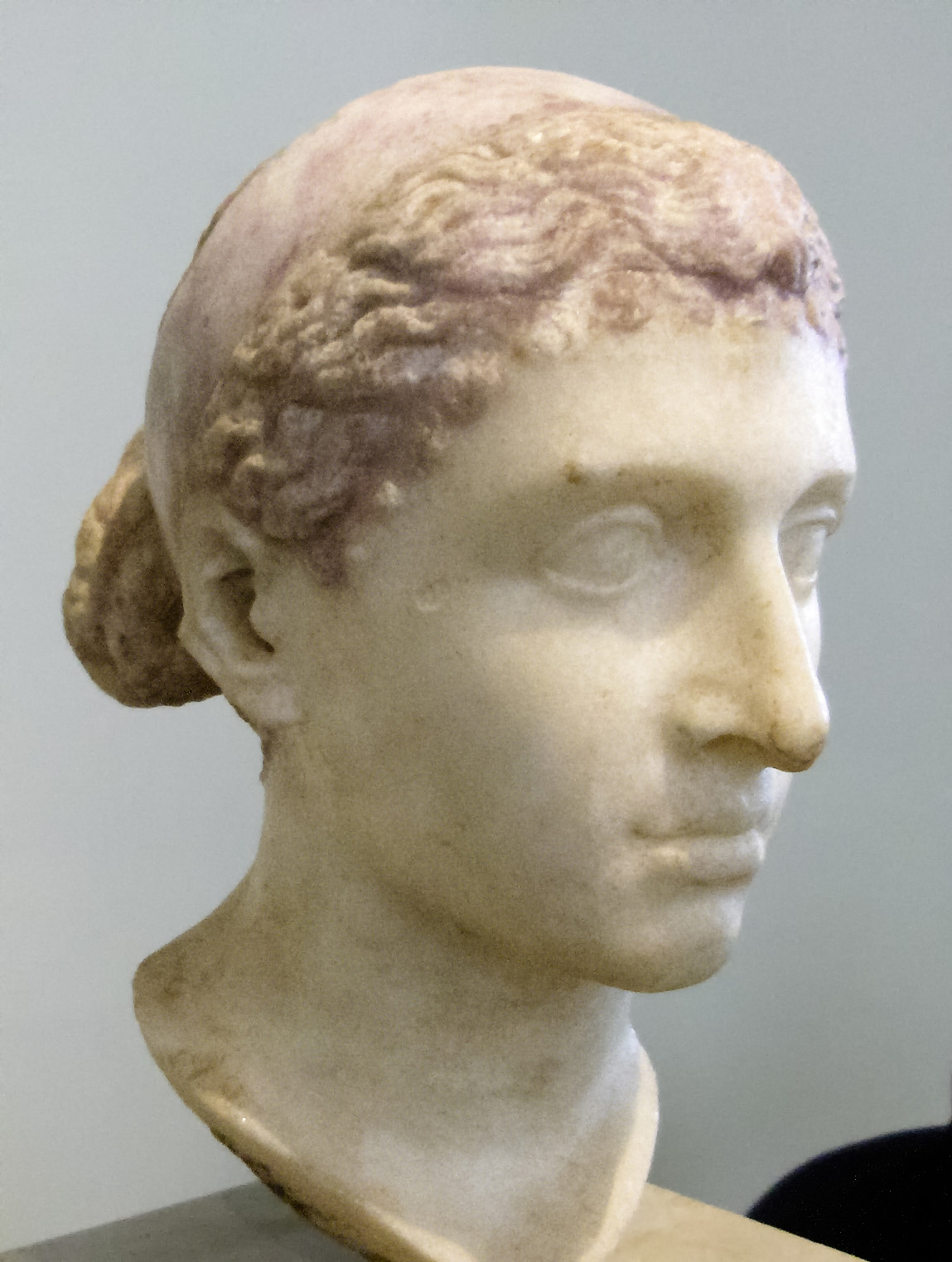
Клеопатра VII 51 до н.э.— 30 до н.э. Царица Египта
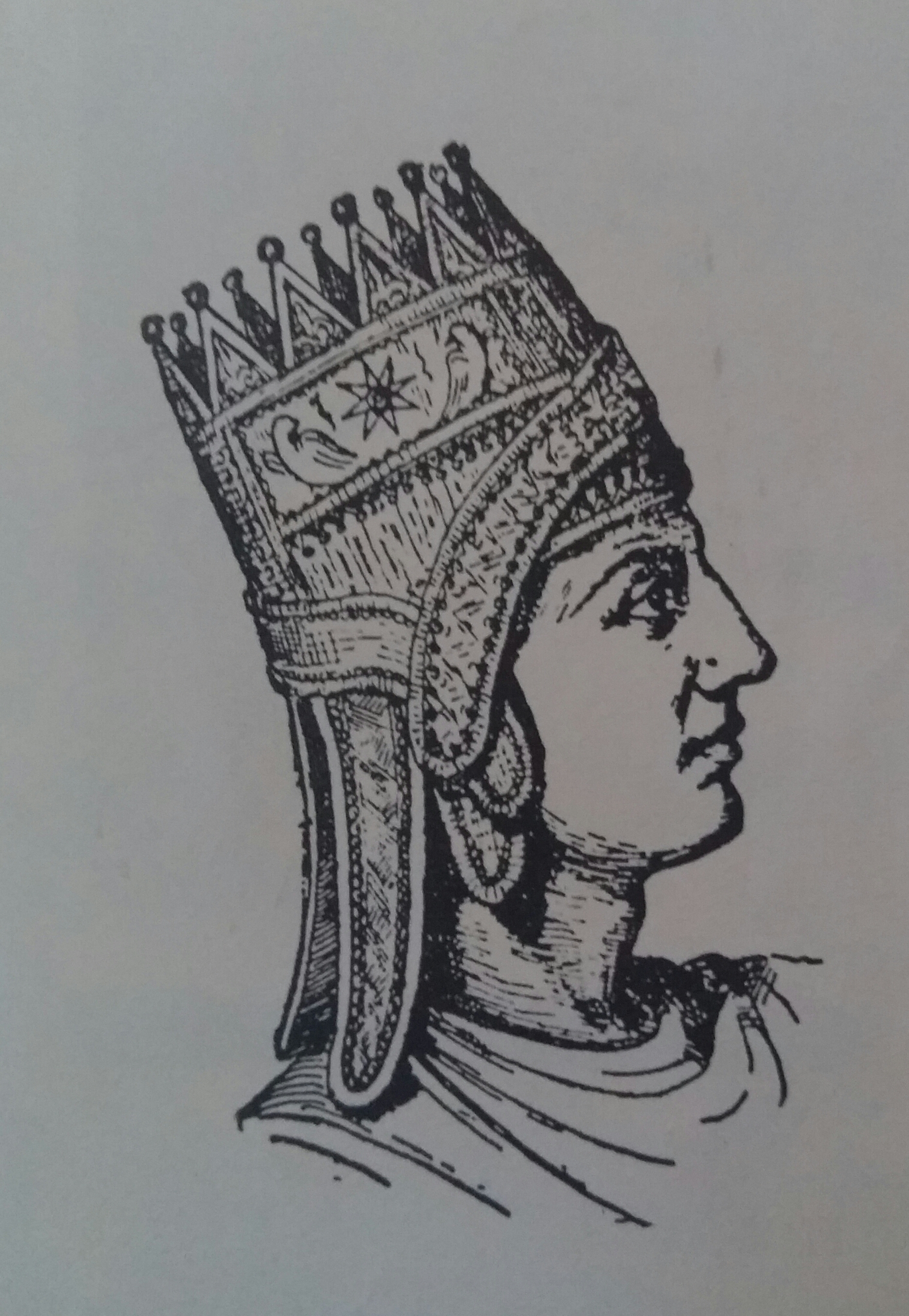
Артавазд II 55 до н.э.— 34 до н.э. Царь Армении
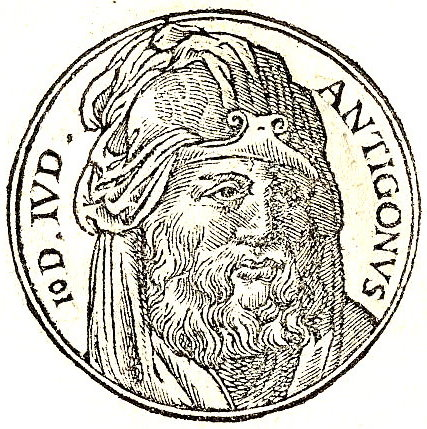
Антигон II 40 до н.э.— 37 до н.э. Царь Иудеи
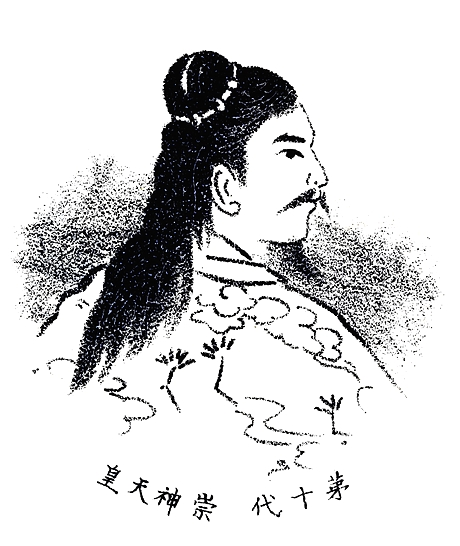
Судзин 97 до н.э.—29 до н.э. Император Японии